# Jan Serpenti
Jan Serpenti (Bergen, 6 maart 1945) is een Nederlands voormalig wielrenner.
Als amateur won Serpenti in 1967 een etappe in de Vredeskoers. Van 1969 tot 1975 maakte hij deel uit van het profpeloton. Zijn grootse overwinning was de veertiende etappe in de Ronde van Spanje van 1970. Datzelfde jaar reed hij ook de Ronde van Frankrijk; deze ronde moest hij na de achtste etappe verlaten nadat hij buiten tijd was binnengekomen. 

## Belangrijkste overwinningen
1967
5e etappe b Vredeskoers
1969
Prinsenbeek
1970
14 etappe Ronde van Spanje
1972
Groningen
1973
Henrik-Ido-Ambacht

## Resultaten in voornaamste wedstrijden
| Jaar | Ronde van Italië | Ronde van Frankrijk | Ronde van Spanje |
| ---- | ---------------- | ------------------- | ---------------- |
| 1970 |                  | buiten tijd         | 51e              |
| 1971 |                  |                     |                  |

| Jaar | Gent-Wevelgem | Parijs-Tours |
| ---- | ------------- | ------------ |
| 1970 |               | 16e          |
| 1971 | 91e           |              |